# Iluro Sport Club
L'Iluro Sport Club (Iluro SC) fou un club de poliesportiu de Mataró, Maresme, fundat l'any 1912, considerat el precedent de l'actual CE Mataró.

## Història

### Inicis del futbol a Mataró
Les primeres referències de futbol a Mataró la trobem a inicis de segle xx amb un club anomenat Iluro (1901) i un club anomenat Mataroní (1903). Però el futbol no començà a organitzar-se de debò fins a la següent dècada, impulsat pels alumnes dels col·legis Escolapis i Valldemia. El FC Catalunya de Mataró jugava a un solar dels Escolapis al carrer Lepant. El dia 11 de febrer de 1911, aquest club jugà un partit a Vilassar de Mar amb l'equip d'aquesta població. El 25 de març ambdós clubs tornaren a trobar-se, aquest cop a l'antic Velòdrom de Mataró, situat a l'actual Parc Central. El Catalunya formà la seva primera junta el mes d'abril del 1911 amb Salvador Garriga com a primer president. També el 1911 es comença a jugar al col·legi Valldemia, que formà un equip.
L'abril del mateix any 1911 nasqué el Mataró FC, com a secció del Foment Mataroní, amb una junta presidida per Joaquim Soler. El gener de 1912 el Foment Mataroní inaugurà un camp situat a l'actual Ronda d'Alfons X, al costat del convent de les Caputxines, amb un partit entre el FC Barcelona i el Català SC, de la capital catalana, amb victòria del Barcelona per 7 a 0. El 1912 es creà l'Stadium SC, que jugava al camp del Patronat de Sant Josep, al Camí de la Geganta.

### l'Iluro SC
L'Iluro Sport Club aparegué el 1912, promogut per la societat Sport Mataronès i amb Josep Serra Simón com a primer president. L'equip jugava a un camp propietat del Tir Nacional. L'equip començà una forta rivalitat amb el FC Mataró.
El 1914 disputà la seva primera competició, el Campionat de la 2a Lliga i de la Costa enfrontant-se a FC Mataró, Sbart de Vilassar de Dalt i Bétulo de Badalona. L'equip va disputar normalment el campionat de Segona Categoria del Litoral. L'estiu de 1915, el Mataró FC es dissolgué. L'Iluro es traslladà al camp d'aquest i esdevingué el primer equip de la ciutat. L'any 1916 el va presidir l'empresari mataroní Jaume Baladia, el club va ser campió del litoral, va viatjar a Alemanya, Mallorca i Barcelona.
Als anys vint el futbol aconseguí gran popularitat i aparegué el setmanari Mataró Esportiu que feu una bona tasca. La temporada 1921-22 va perdre la promoció d'ascens de la Segona Categoria enfront del FC Santboià. La temporada 1922-23 sota la presidència de Josep Maria Fradera Pujol el club es proclamà campió comarcal, provincial arribant a disputar la final del Campionat de Catalunya de Segona Categoria enfront del Reus Deportiu. La temporada següent es repetí la mateixa situació amb una nova derrota enfront del Reus, però una ampliació de grups permeté a l'Iluro aconseguir l'ascens a Primera B categoria que mantingué força anys.
La temporada 1930-31, amb Salvador Cruixent de president, l'equip quedà a un pas d'aconseguir l'ascens a Primera A. La temporada 1935-36 hi hagué una nova reestructuració de la competició i el club es veié obligat a baixar a la Segona Categoria. El 1935 inaugurà el seu nou camp el dia de Nadal. Ja en plena guerra, la temporada 1937-38 la Federació organitzà una Lliga Catalana amb clubs de Primera i Segona. L'Iluro participà, per fi, amb els grans del futbol català. El 3 de juliol de 1939, a causa de les conseqüències de la guerra, l'Iluro passà a millor vida, essent substituït pel Club Deportivo Mataró (els noms en català foren prohibits).
L'uniforme del club era a franges grogues i negres verticals amb pantalons negres.

## Jugadors destacats
Anys 10
- Juan Sana
- Pablo Kuchenbeker

Anys 20
- Llàtzer Florenza
- Soler

## Palmarès
- 1 Campionat de Catalunya de bàsquet masculí: 1934